# Toliara (província)
Toliara (ou Toliary) é uma província de Madagáscar. Sua capital é a cidade de Toliara.

## Regiões
| Nome             | Capital   |
| Androy           | Ambovombe |
| Anosy            | Tolagnaro |
| Atsimo-Andrefana | Toliara   |
| Menabe           | Morondava |